# پشته علی‌آباد
پشته علی‌آباد ، روستایی از توابع بخش مرکزی شهرستان میناب در استان هرمزگان ایران است.

## جمعیت
این روستا در دهستان حومه قرار دارد و براساس سرشماری مرکز آمار ایران در سال ۱۳۸۵، جمعیت آن ۲٬۰۵۰ نفر (۴۲۹خانوار) بوده‌است.